# Comarca de Verín
Verín is een comarca van de Spaanse provincie Ourense, gelegen in de autonome regio Galicië. De hoofdstad is Verín en de comarca heeft 28.697 inwoners (2005).

## Gemeenten
Castrelo do Val, Cualedro, Laza, Monterrei, Oímbra, Riós, Verín en Vilardevós.